# 深圳理工大学
深圳理工大学（英語：Shenzhen University of Advanced Technology），简称深理工，位于中华人民共和国广东省深圳市，是深圳市人民政府举办的公办新型研究型大学。

## 歷史
2018年11月，深圳市人民政府与中国科学院签署协议，依托中国科学院深圳先进技术研究院共建中国科学院深圳理工大学。
2020年3月，深圳市光明区人民政府与深圳理工大学签约，将滨海明珠工业园部分用地改造为过渡校区，并共建一所公办高级中学；10月，深圳市规划和自然资源局公示深圳理工大学选址方案，明确选址在光明科学城。
2021年9月，位于光明区的明珠校区启用；12月，永久校区正式开工建设。
2023年1月，广东省教育厅发布公示，深圳市人民政府拟向中华人民共和国教育部申请设立深圳理工大学。
2024年5月30日，教育部批复设立深圳理工大学；6月，学校开始独立招收本科生，第一年招生仅面向广东省；9月29日，深圳理工大学揭牌成立；12月31日，入选博士、硕士学位授予立项建设单位。
2025年3月，学校成立未来医学中心。

### 学校与中科院的关系
深圳理工大学是深圳市市属大学，与中国科学院深圳先进技术研究院深度合作共建，而并非中国科学院直属。
筹备期间，学校拟定中文名为“中国科学院深圳理工大学”，英文名为“Shenzhen Institute of Advanced Technology, Chinese Academy of Sciences”（缩写SIAT）。学校英文名与中国科学院深圳先进技术研究院的英文名完全相同。学校使用siat-sz.edu.cn的域名，与中国科学院深圳先进技术研究院使用的siat.ac.cn域名相区别。
2023年1月，深圳市人民政府通过广东省教育厅向中华人民共和国教育部申请设立该校时，中文校名为“深圳理工大学”，英文校名为“Shenzhen Institute of Advanced Technology”（缩写SIAT），去除了筹办阶段拟定的“中国科学院”的中英文前后缀名称。
2024年5月，学校英文名称更换为“Shenzhen University of Advanced Technology”（缩写SUAT），校徽同步更换，域名由siat-sz.edu.cn更改为suat-sz.edu.cn。
深圳地铁6号线支线深理工站于2022年11月28日开通，停靠站英文名为“SIAT”。2025年1月，该站英文名更为“SUAT”，与学校现使用英文缩写一致。

## 学院
- 生命健康学院
- 合成生物学院
- 药学院
- 生物医学工程学院
- 计算机科学与控制工程学院
- 材料科学与能源工程学院
- 算力微电子学院
- 深空学院（筹）
- 深海学院（筹）
- 医学院（筹）
- 商业科技学院（筹）
- 马克思主义学院
- 基础教育学部

## 书院
- 曙光书院：2021年11月成立，书院名字来源于李国杰和樊建平等研制的“曙光”计算机，也是深圳理工大学首座书院。[12]
- 袁庚书院：2022年11月，深圳理工大学得到中国招商局集团创始人袁庚的姓名与肖像授权，将第二家书院命名为袁庚书院。[13]

## 校园

### 主校区
主校区位于光明区新湖街道公常路与北圳路交叉口东侧，占地面积544065.12平方米，建筑面积562418平方米。西侧是中山大学深圳校区和卫光生物园区，东侧是光明森林公园。
主校区由“中国建筑科学研究院有限公司、北京临界空间建筑设计咨询有限公司、瓦地工程设计咨询（北京）有限公司”联合体设计，于2021年12月开工建设，项目一标段于2024年8月交付使用，二、三标段预计2024年底完工。

### 西丽校区
深圳理工大学西丽校区位于南山区西丽湖国际科教城，占地面积5.1万平方米，建筑面积13.8万平方米。

### 明珠校区（过渡校区）
深圳理工大学明珠校区位于光明区滨海明珠工业园，系深圳理工大学的过渡校区，占地面积6.4万平方米，建筑面积9.5万平方米，主要包含公共教学楼和宿舍共9栋建筑。

## 联培高校

### 学士
- 河北大学[19]

### 硕士
- 南方科技大学[20]
- 深圳大学[21]
- 河北大学[22]

### 博士
- 香港理工大学[23]
- 宁波诺丁汉大学[24]

## 附屬機構
- 深圳市第二十二高级中学（深圳理工大学附属实验高级中学）：位于深圳市光明区，为42班高级中学，于2021年9月开学。[25][26]

## 外部連結
- 官方網站 （页面存档备份，存于）